# Latsch GR
| GR ist das Kürzel für den Kanton Graubünden in der Schweiz. Es wird verwendet, um Verwechslungen mit anderen Einträgen des Namens Latsch (Begriffsklärung) zu vermeiden. |

Latsch ist eine Ortschaft und bis 1911 selbstständige Gemeinde im ehemaligen Kreis Bergün (ehemals Bezirk Albula) im Kanton Graubünden, Schweiz. Sie gehört zur ehemaligen Gemeinde Bergün/Bravuogn und ist seit 1. Januar 2018 Teil der Gemeinde Bergün Filisur in der Region Albula.

## Lage

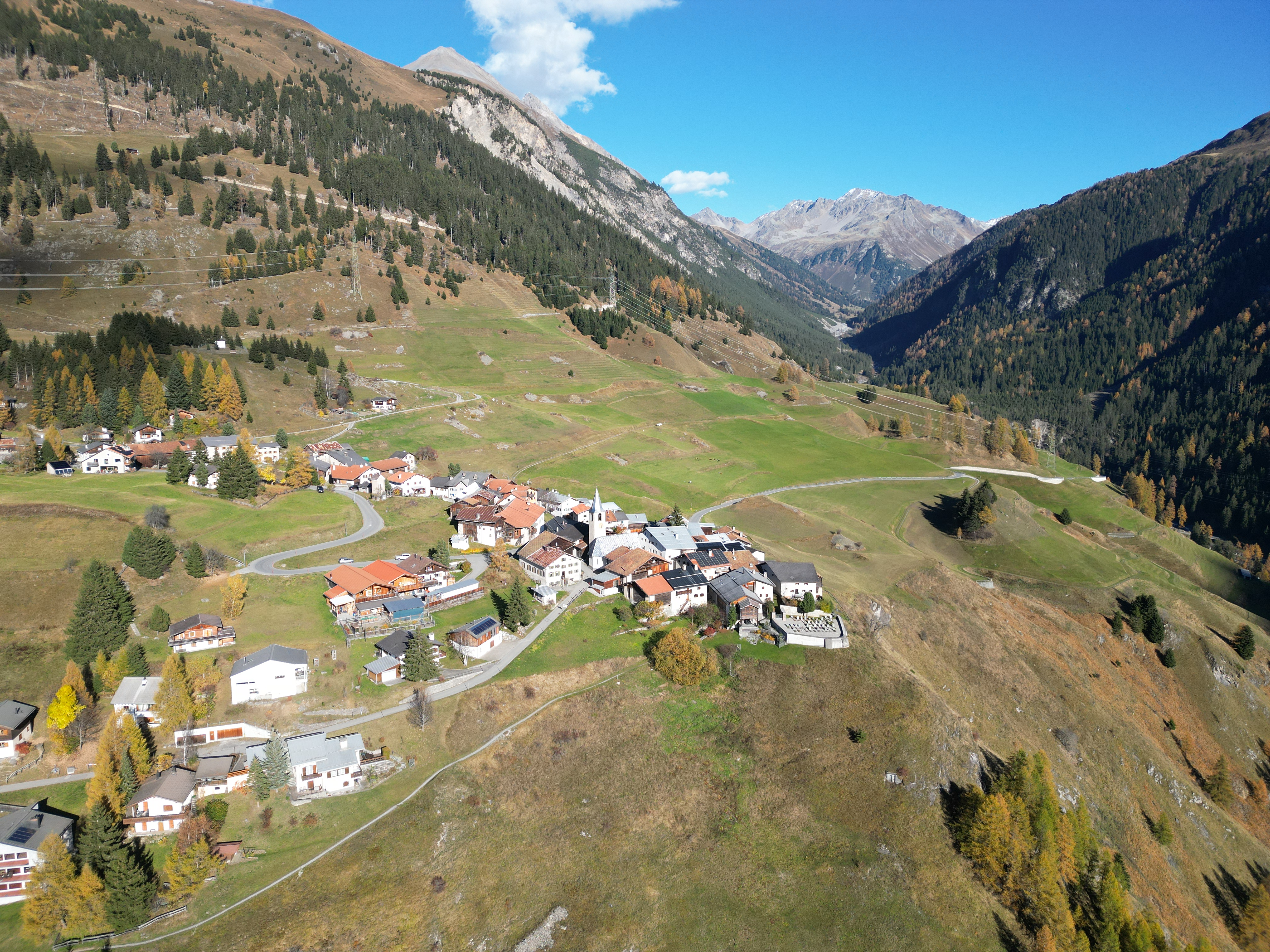
Luftaufnahme von Latsch

Latsch liegt weitherum sichtbar auf einer Kuppe oberhalb Bergün/Bravuogn auf ca. 1590 m ü. M. im oberen Tal der Albula. Die Dorfsilhouette ist wegen des schroff abfallenden Südhanges besonders beeindruckend. Durch die kaum veränderte Grösse und Bebauung wirkt dieses Dorf Latsch wie ein Blick in die Vergangenheit.
Heute ist Latsch, wie Stugl/Stuls und Preda, ein Teil der Gemeinde Bergün Filisur.

## Geschichte

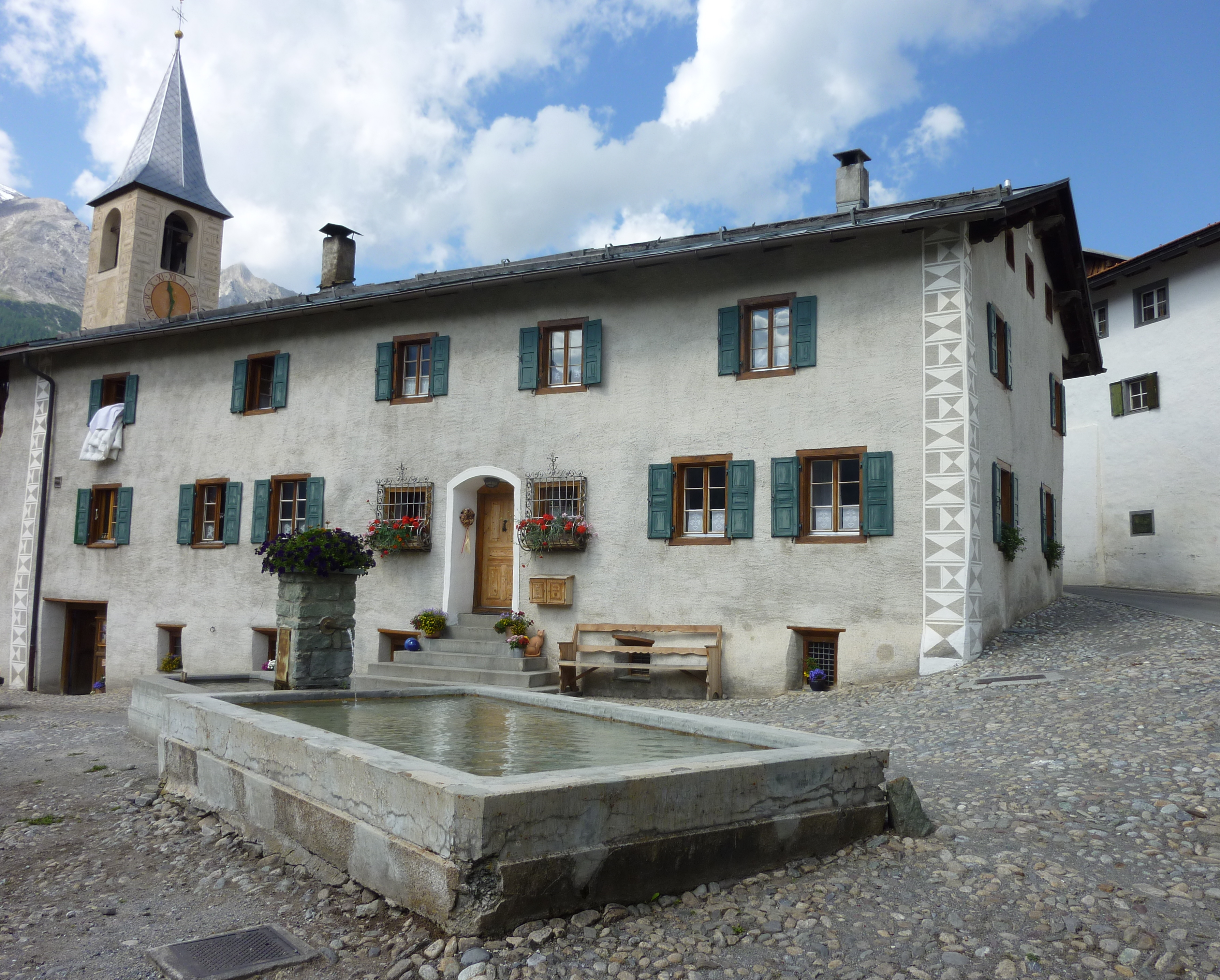
Dorfbrunnen

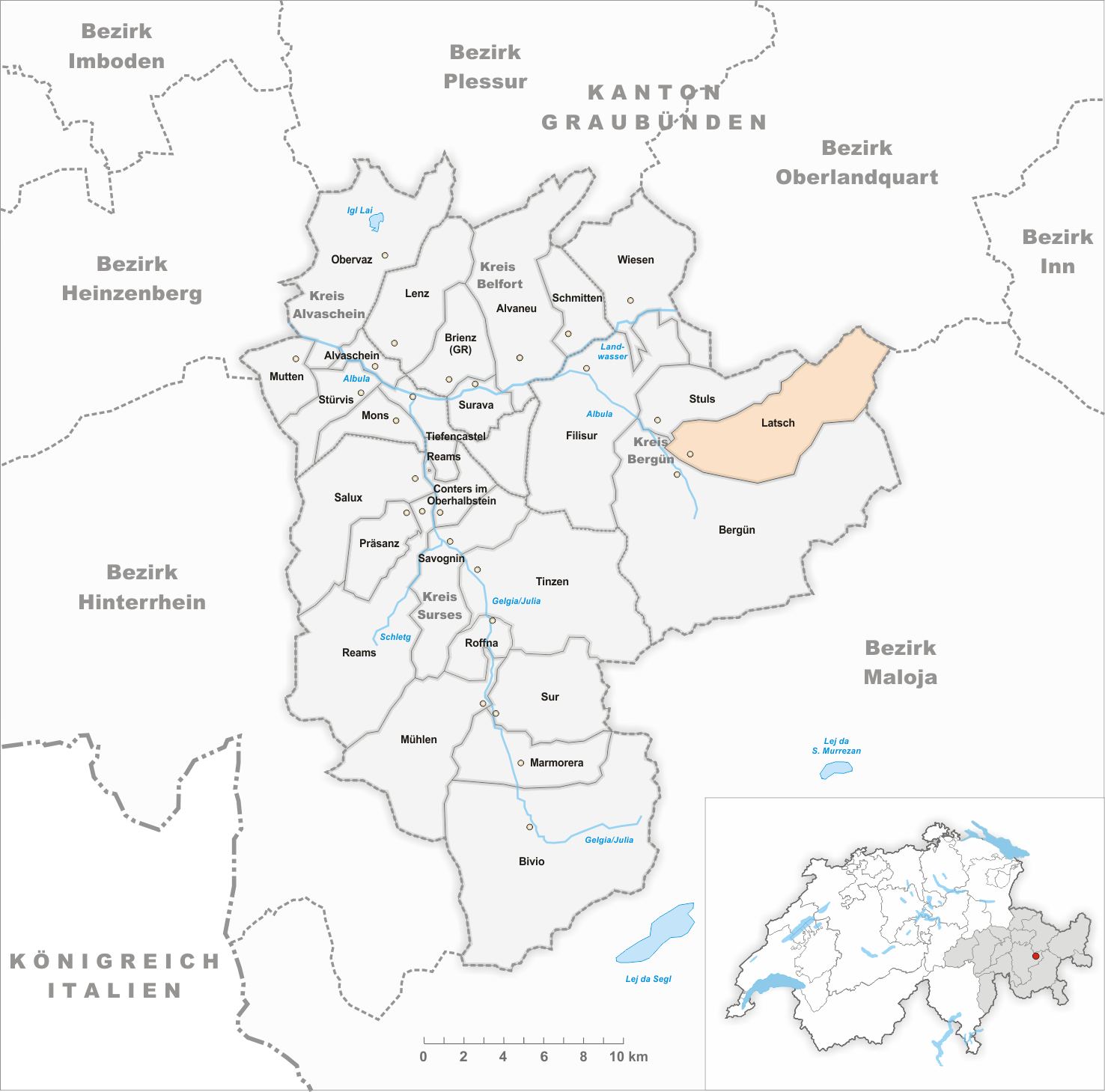
Gemeindestand vor der Fusion am 1. Januar 1912

Erstmals wurde in Latsch als Lacis im Jahre 1154 ein bischöflicher Hof urkundlich erwähnt. Die Siedlung ist entlang einer Gasse mit Abzweigungen als reines Strassendorf gewachsen und dürfte um 1500 bereits die heutige Grösse erreicht haben. 1523 wurde die Kapelle St. Nikolaus errichtet und 1590 die Reformation eingeführt. 1891 wurde mit dem Bau einer Fahrstrasse nach Bergün begonnen. Unklarheiten über den genauen Grenzverlauf mit der Gemeinde Bergün/Bravuogn führten dazu, dass Latsch im Jahre 1912 mit der Nachbargemeinde fusionierte. 1983 bestand das Dorf aus 30 Bauernhöfen, wovon jedoch nur noch drei bewirtschaftet wurden.

## Bevölkerung
| Bevölkerungsentwicklung | Bevölkerungsentwicklung | Bevölkerungsentwicklung | Bevölkerungsentwicklung | Bevölkerungsentwicklung |
| ----------------------- | ----------------------- | ----------------------- | ----------------------- | ----------------------- |
| Jahr                    | 1579                    | 1808                    | 1910                    | 2001                    |
| Einwohner               | 113                     | 112                     | 111                     | 61                      |

Heute ist die Einwohnerzahl rückläufig.

## Dorf

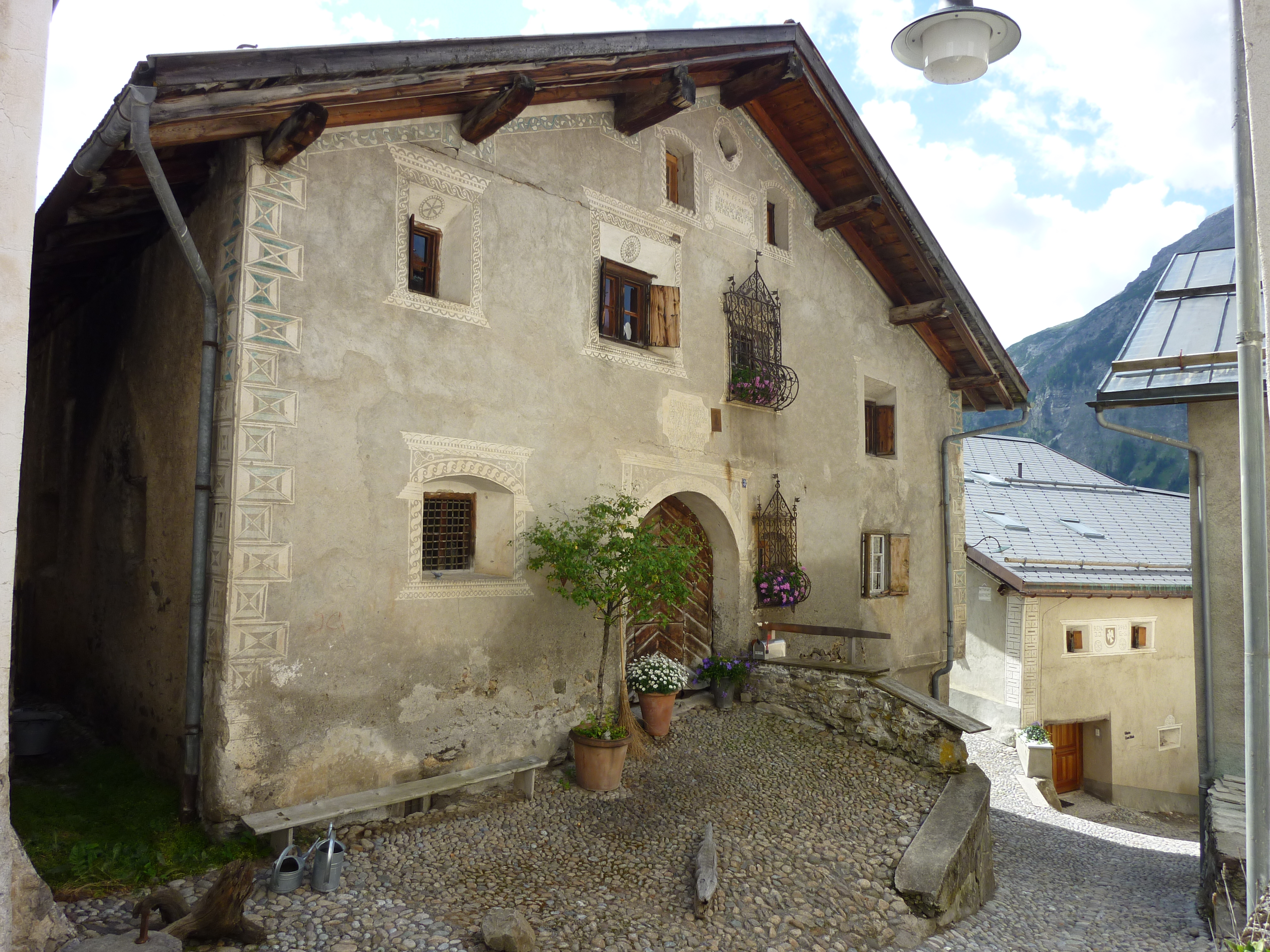
Haus in Latsch

Luftbild von Werner Friedli von 1954. Latsch befindet sich links der Mitte

Das Dorf wirkt baulich noch sehr geschlossen und authentisch. Der Ort bildete die Kulisse des 1952 gedrehten Schweizer Films Heidi und des 1955 gedrehten Schweizer Films Heidi und Peter. Auch für die 2014 gedrehte Neuverfilmung von Heidi diente Latsch als Kulisse. Einzig in den 1960er-Jahren wurden einige wenige Ferienhäuser gebaut. Zurzeit gibt es keinen Lebensmittelladen, kein Hotel, kein Restaurant, nur eine Pension.

## Verkehr

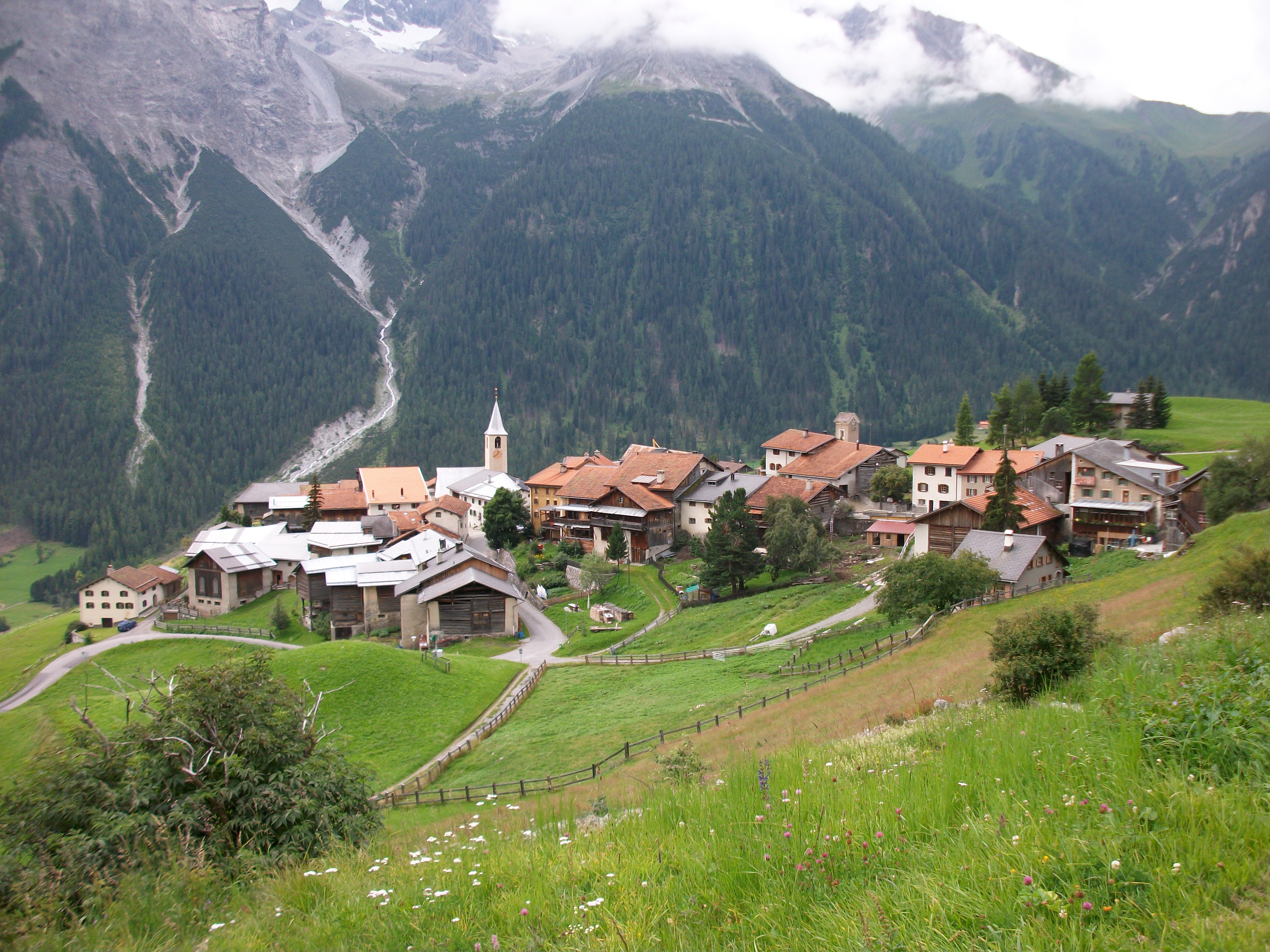
Blick auf Latsch

Latsch ist mit dem Postauto täglich von Bergün/Bravuogn zu erreichen. Von Latsch führt ein Weg über den öffentlichen Parkplatz durch Wald und Wiesen nach Stugl/Stuls.